# Chandela
Los chandelas de Jejakabhukti fueron una dinastía real en la India central medieval, que gobernaron gran parte de la región de Bundelkhand (entonces llamada Jejakabhukti) entre los siglos IX y XIII. Los chandelas inicialmente gobernaron como feudatorios de los gurjaras-pratiharas de Kanyakubja (Kannauj). El gobernante chandela del siglo X, Yashovarman, se volvió prácticamente independiente, aunque continuó reconociendo la suzeranía de Pratihara. Pero ya en la etapa de su sucesor Dhanga, los chandelas se habían convertido en un poder soberano. Su poder aumentó y disminuyó mientras combatían con las dinastías vecinas, especialmente los paramaras de la región de Malwa y los kalachuris de Tripuri. Desde el siglo XI en adelante, los chandelas se enfrentaron a las incursiones de las dinastías musulmanas del norte, incluidos los gaznávidas y los gúridas. El poder de los chandelas terminó efectivamente a principios del siglo XIII, después de las invasiones de chahamanas y gúridas.
Los chandelas son bien conocidos por su arte y arquitectura, sobre todo por los templos que aun se conservan en lo que fue su capital original Khajuraho. También elevaron una serie de templos, cuerpos de agua, palacios y fuertes en otros lugares, incluyendo sus fortalezas de Ajaigarh, Kalinjar y Mahoba, su capital posterior.

## Origen
El origen de los chandelas está oscurecido por las leyendas míticas. Los registros epigráficos de la dinastía, así como algunos textos contemporáneos, como el Balabhadra-vilasa y Prabodha-chandrodaya, sugieren que los chandelas pertenecían a la legendaria Dinastía lunar (Chandravansha). Una inscripción de Khajuraho fechada en 952 dice que Nannuka, el primer rey de la dinastía, era un descendiente del sabio Chandratreya, que a su vez era un hijo de Atri. Una inscripción en Khajuraho de 1002 da una explicación ligeramente diferente, en la que se menciona a Chandratreya como un hijo de Indu (la Luna) y un nieto de Atri. Una inscripción de 1195 en Baghari y otra inscripción de 1260 en Ajaygadh recogen relatos míticos similares. El Balabhadra-vilasa también nombra a Atri entre los antepasados de los chandelas. Otra inscripción de Khajuraho describe al rey chandela Dhanga como un miembro del clan Vrishni de los Yadavas (quienes también afirmaban ser parte de la dinastía lunar).
Varios textos medievales posteriores, como Mahoba-Khanda, Varna Ratnakara, Prithviraj Raso y Kumarapala-charita, incluyen a los chandelas entre los 36 clanes rajput. La leyenda Mahoba-Khanda sobre el origen de la dinastía lo relata así: Hemaraja, un sacerdote del rey Gaharwar de Benarés, tenía una hermosa hija llamada Hemavati. Una vez, mientras Hemavati se bañaba en un estanque, Chandra, el dios de la luna, la vio y le hizo el amor. A Hemavati le preocupaba la deshonra de ser una madre soltera, pero Chandra le aseguró que su hijo se convertiría en un gran rey. Ese niño fue el progenitor de la dinastía chandravarma. Chandra le regaló una piedra filosofal y le enseñó política. Los propios registros de la dinastía no mencionan a Hemavati, Hemaraja o Indrajit. Tales leyendas parecen ser invenciones bárdicas posteriores. En general, el Mahoba-Khanda es un texto históricamente poco confiable.
El indólogo británico V. A. Smith hipotetiizó que los chandelas eran de origen Bhar o gondi. Algunos otros eruditos, incluido R. C. Majumdar, también apoyaron esta teoría. Los chandelas adoraban a Maniya, una diosa tribal, cuyos templos se encuentran en Mahoba y Maniyagadh. Además, se han asociado con lugares que también están asociados con Bhars y Gonds. Además, Rani Durgavati, cuya familia afirmaba que los descendientes de los chandela se casaron con un jefe gondi de Garha-Mandla. El historiador R. K. Dikshit no encuentra estos argumentos convincentes: argumenta que Maniya no era una deidad tribal. Además, la asociación de la dinastía con el territorio gondi no es necesariamente indicativo de una ascendencia común: el progenitor de la dinastía pudo haber sido designado como gobernador en esos territorios. Finalmente, el matrimonio de Durgavati con un jefe gondi puede ser decartado como un caso excepcional.

## Historia

### Primeros gobernantes
Los chandelas fueron originalmente vasallos de los gurjaras-pratiharas. Nannuka (r. ca. 831-845), el fundador de la dinastía, fue el gobernante de un pequeño reino centrado alrededor de Khajuraho.
De acuerdo con las inscripciones chandelas, el sucesor de Nannuka, Vakpati, derrotó a varios enemigos. Los hijos de Vakpati, Jayashakti (Jeja) y Vijayashakti (Vija) consolidaron el poder de los chandelas. Según una inscripción de Mahoba, el territorio de los chandelas fue nombrado «Jejakabhukti» en honor de ese Jayashakti. Al sucesor de Vijayashakti, Rahila, se le acreditan varias victorias militares en inscripciones elogiosas. El hijo de Rahila, Harsha, jugó un papel importante en la restauración del gobierno del rey de Pratihara, Mahipala, posiblemente después de una invasión de los rashtrakutas o después del conflicto de Mahiapala con su hermanastro Bhoja II.

### Ascenso como poder soberano
El hijo de Harsha, Yashovarman (r. ca. 925-950) continuó reconociendo la suzeranía de Pratihara, pero se hizo prácticamente independiente. Conquistó la importante fortaleza de Kalanjara. Una inscripción de Khajuraho de 953-954 lo acredita con varios otros éxitos militares, entre ellos contra los Gaudas (identificados con los palas), los chedis (los kalachuris de Tripuri), los kosalas (posiblemente los somavamshis), los mithilas (posiblemente un pequeño gobernante tributario), los malavas (identificados con los paramaras), los kurus, los kashmiris y los gurjaras. Estas afirmaciones parecen ser exageradas, ya que reclamaciones similares de conquistas extensas en el norte de la India también se encuentran en los registros de otros reyes contemporáneos como el rey Kalachuri Yuva-Raja y el rey rashtrakuta Krishna III. El reinado de Yashovarman marcó el inicio del famoso arte y arquitectura de la era Chandela. Él encargó el templo Lakshmana en Khajuraho.
A diferencia de las inscripciones anteriores de los chandelas, los registros del sucesor de Yashovarman Dhanga Dhanga (r. ca. 950-999) no mencionan a ningún señor de Pratihara. Esto indicaría que Dhanga estableció formalmente la soberanía de los chandelas. Una inscripción de Khajuraho afirma que los gobernantes de Kosala, Kratha (parte de la región de Vidarbha), Kuntalay Simhala escucharon humildemente las órdenes de los oficiales de Dhanga. También afirman que las esposas de los reyes de Andhra, Anga, Kanchi y Raḍha residían en sus prisiones como resultado de su éxito en las guerras. Estas parecen ser exageraciones elogiosas de un poeta de la corte, pero sugieren que Dhanga habría realizado amplias campañas militares. Al igual que su predecesor, Dhanga también encargó un templo magnífico en Khajuraho, que se identifica como el templo de Vishvanatha.
El sucesor de Dhanga, Ganda , parece haber retenido el territorio que heredó. Su hijo Vidyadhara mató al rey Pratihara de Kannauj (posiblemente Rajyapala) por huir de su capital en lugar de luchar contra el invasor gaznávida Mahmud de Ghazni. Mahmud invadió más tarde el reino de Vidyadhara; según los invasores musulmanes, este conflicto terminó con Vidyadhara rindiendo tributo a Mahmud. Vidyadhara es conocido por haber encargado el templo Kandariya Mahadeva.
El arte y la arquitectura de los chandelas alcanzaron su apogeo durante este período. El templo de Lakshmana (c. 930-950), el templo de Vishvanatha (c. 999-1002) y el templo de Kandariya Mahadeva (c. 1030) se construyeron durante los reinados de Yashovarman, Dhanga y Vidyadhara, respectivamente. Estos templos de estilo Nagara son representativos del estilo más desarrollado en Khajuraho.

Templos de estilo Nagara de Khajuraho
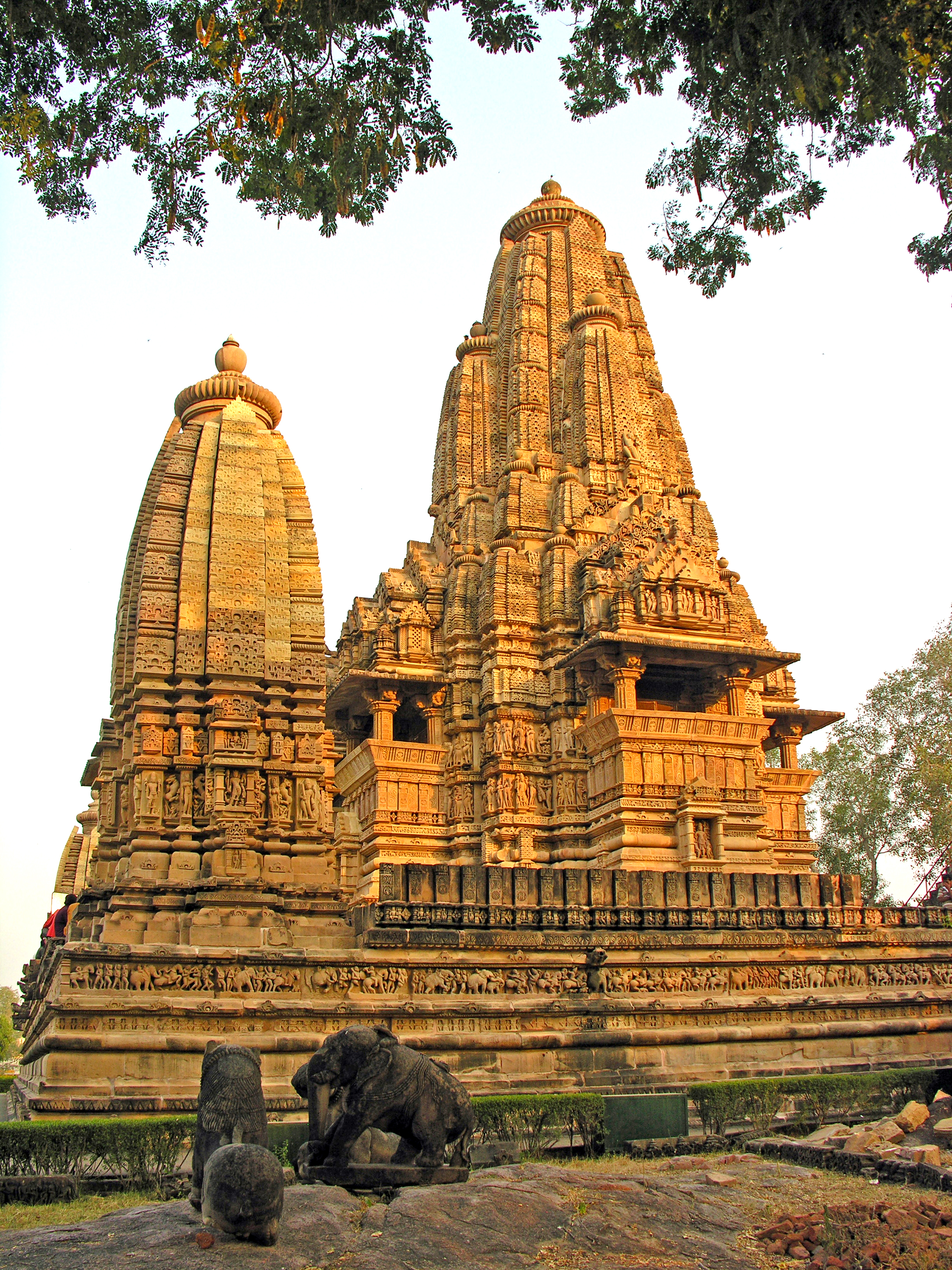
Templo de Lakshmana (c. 930-950)
Templo de Vishvanatha (c. 999-1002)
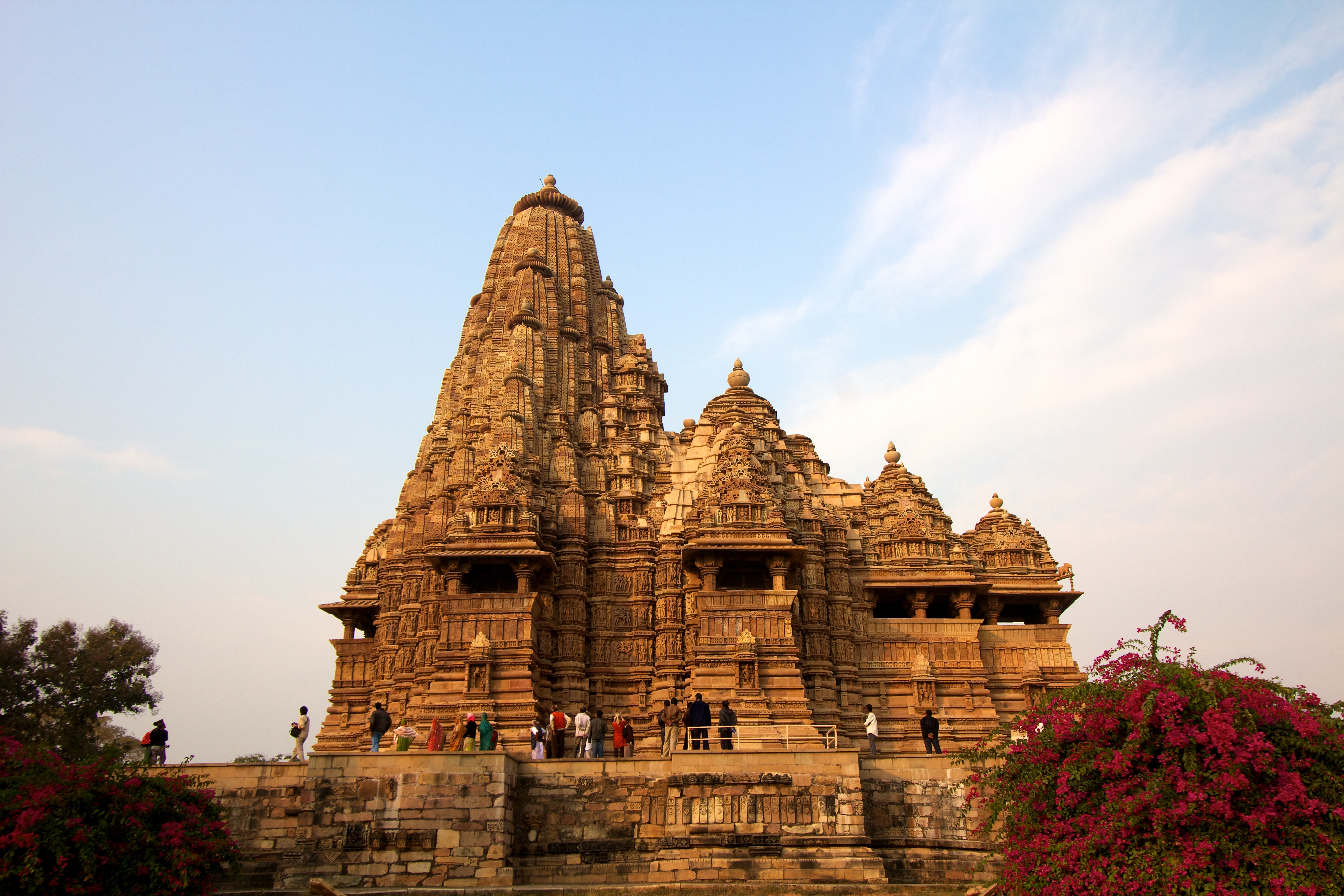
Templo Kandariya Mahadeva

### Declive

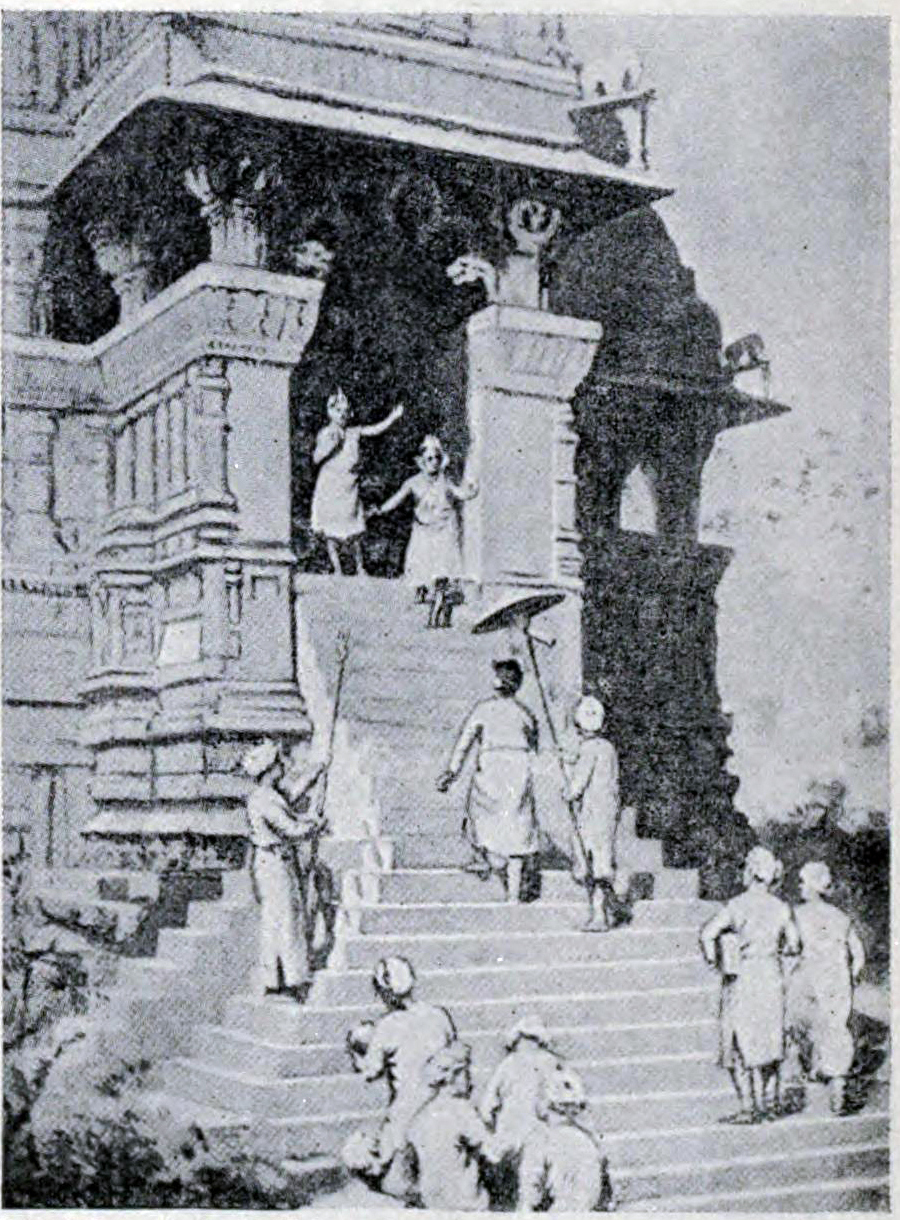
Una recreación artística del de Kirtivarman visitando un templo de Khajuraho

Al final del reinado de Vidyadhara, las invasiones gaznávidas habían debilitado el reino Chandela. Aprovechándose de esto, el rey kalachuri Gangeya-deva conquistó las partes orientales del reino. Las inscripciones chandelas sugieren que el sucesor de Vidyadhara, Vijayapala (r. ca. 1035-1050) derrotó a Gangeya en una batalla. Sin embargo, el poder de los chandelas comenzó a declinar durante el reinado de Vijayapala. Los Kachchhapaghatas de Gwalior probablemente renunciaron a su lealtad a los chandelas durante ese período.
El hijo mayor de Vijayapala, Devavavarman, fue subyugado por el hijo de Gangeya, Lakshmi-Karna. Su hermano menor, Kirttivarman, resucitó el poder de los chandelas derrotando a Lakshmi-Karna El hijo de Kirtivarman, Sallakshanavarman , logró éxitos militares contra los paramaras y los kalachuris, posiblemente realizando incursiones en sus territorios. Una inscripción de Mau sugiere que también dirigió campañas exitosas en la región de Antarvedi (el doab del Ganges-Yamuna). Su hijo Jayavarmanera de temperamento religioso y renunció al trono después de estar cansado del gobierno.
Parece que Jayavarman murió sin tener un hijo, ya que fue sucedido por su tío Prithvivarman, el hijo menor de Kirttivarman. Las inscripciones chandelas no le atribuyen ningún logro militar; parece que se centró en mantener los territorios chandelas existentes sin adoptar una agresiva política expansionista.

### Renacimiento
Cuando el hijo de Prithvivarman, Madanavarman (r. ca. 1128-1165) ascendió al trono, los reinos vecinos de kalachuris y paramaras se habían debilitado por las invasiones enemigas. Aprovechando esta situación, Madanavarman derrotó al rey kalachuri Gaya-Karna, y posiblemente se anexionó la parte norte de la región de Baghelkhand. Sin embargo, los chandelas perdieron ese territorio ante el sucesor de Gaya-Karna, Narasimha. Madanavarman también capturó el territorio en la periferia occidental del reino de los paramaras, alrededor de Bhilsa (Vidisha). Esto probablemente sucedió durante el reinado del rey paramara Yashovarman o de su hijo Jayavarman. Una vez más, los chandelas no pudieron retener el territorio recién anexionado durante mucho tiempo, y la región fue recapturada por el hijo de Yashovarman, Lakshmivarman.
Jayasimha Siddharaja, el rey chaulukya de Gujarat, también invadió el territorio de los paramaras, que se encontraba entre los reinos de los chandelas y los chaulukya. Esto lo puso en conflicto con Madanavarman. El resultado de este conflicto parece haber sido incierto, ya que los registros de ambos reinos reclaman la victoria. Una inscripción de Kalanjara sugiere que Madanavarman derrotó a Jayasimha. Por otro lado, las diversas crónicas de Gujarat afirman que Jayasimha derrotó a Madanavarman o consiguió el pago de un tributo. Madanavarman mantuvo relaciones amistosas con sus vecinos del norte, los gahadavalas.
El hijo de Madanavarman, Yashovarman II, o bien no gobernó, o gobernó durante muy poco tiempo. El nieto de Madanavarman, Paramardi-deva , fue el último y poderoso rey de los chandelas.

### Declive final
Paramardi (r. ca. 1165-1203) ascendió al trono de los chandelas a una edad temprana. Mientras los primeros años de su reinado fueron pacíficos, alrededor de 1182-1183, el gobernante chahamana, Prithviraj Chauhan, invadió el reino Chandela. Según las legendarias baladas medievales, el ejército de Prithviraj perdió su rumbo después de un ataque sorpresa de las fuerzas túrquicas y, sin saberlo, acampó en la capital de Chandela, Mahoba. Esto llevó a un breve conflicto entre los chandelas y los chauhans, antes de que Prithviraj partiera hacia Delhi. Algún tiempo después, Prithviraj invadió el reino Chandela y saqueó Mahoba. Paramardi cobardemente se refugió en el fuerte de Kalanjara. La fuerza chandela, liderada por Alha, Udal y otros generales, fue derrotada en esa batalla. Según las diferentes baladas, Paramardi se suicidó por vergüenza o se retiró a Gaya.
La incursión de Prithviraj Chauhan en Mahoba es corroborada por sus inscripciones de piedra de Madanpur. Sin embargo, hay varias inexactitudes históricas en las leyendas bárdicas. Por ejemplo, se sabe que Paramardi no se retiró ni murió inmediatamente después de la victoria de Chauhan. Restauró el poder de los chandelas y gobernó como soberano hasta alrededor de 1202-1203, cuando el gobernador gúrida de Delhi invadió el reino Chandela. Según el Taj-ul-Maasir, una crónica del sultanato de Delhi, Paramardi se rindió a las fuerzas de Delhi. Prometió rendir homenaje al sultán, pero murió antes de poder cumplir esa promesa. Su dewán ofreció cierta resistencia a las fuerzas invasoras, pero finalmente fue sometido. Sin embargo, un historiador del siglo XVI, Firishta, afirmaba que Paramardi fue asesinado por su propio ministro, quien no estuvo de acuerdo con la decisión del rey de rendirse a las fuerzas de Delhi.
El poder de los chandelas no se recuperó completamente de su derrota contra las fuerzas de Delhi. A Paramardi le sucedieron Trailokyavarman, Viravarman y Bhojavarman. El siguiente gobernante Hammiravarman (r. ca. 1288-1311) no usó el título imperial maharajadhiraja, lo que indica que el rey Chandela ya tendría un estatus más bajo en su época. El poder de los chandelas continuó disminuyendo debido a la creciente influencia musulmana, así como al aumento de otras dinastías locales, como los Bundelas, los Baghelas y los khangares.
Hammiravarman fue sucedido por Viravarman II, cuyos títulos no indican un alto estatus político. Una rama menor de la familia continuó gobernando Kalanjara: su gobernante fue asesinado por el ejército suri de Sher Shah Suri en 1545. Otra rama menor gobernó en Mahoba: Durgavati, una de sus princesas se casó con la familia real Gond de Mandla. Algunas otras familias gobernantes también afirmaron descender de los chandelas (ver Chandel).

## Arte y arquitectura
Los chandelas son bien conocidos por su arte y arquitectura. Erigieron templos, cuerpos de agua, palacios y fortalezas en varios lugares. El ejemplo más famoso de sus logros culturales son los templos hindúes y jainistas en Khajuraho. Otras tres fortalezas importantes de los chandelas fueron Jayapura-Durga (actual Ajaigarh), Kalanjara (actual Kalinjar ) y Mahotsava-Nagara (actual Mahoba).

Arquitectura chandela
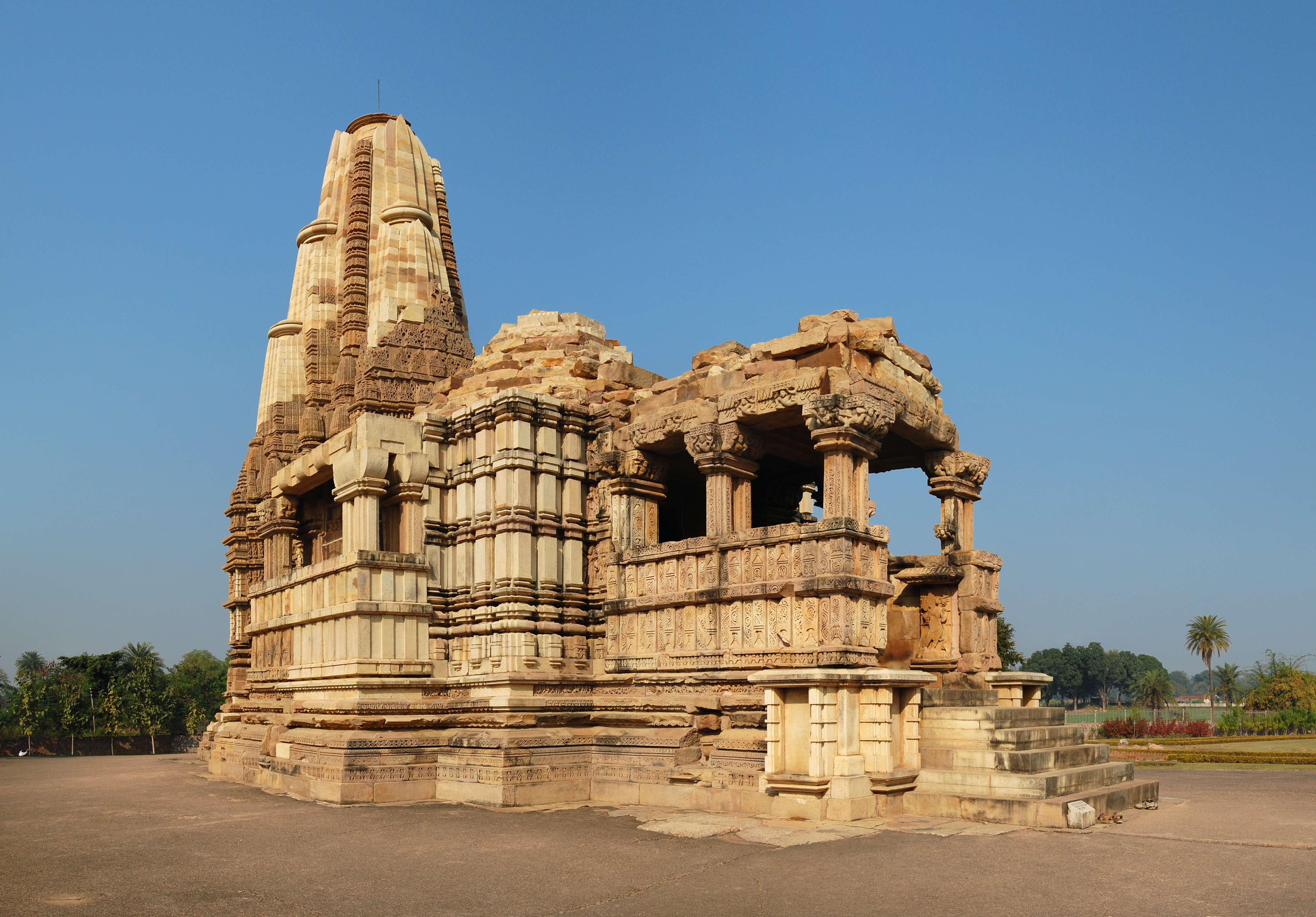
Templo de Dulhadeo, Khajuraho
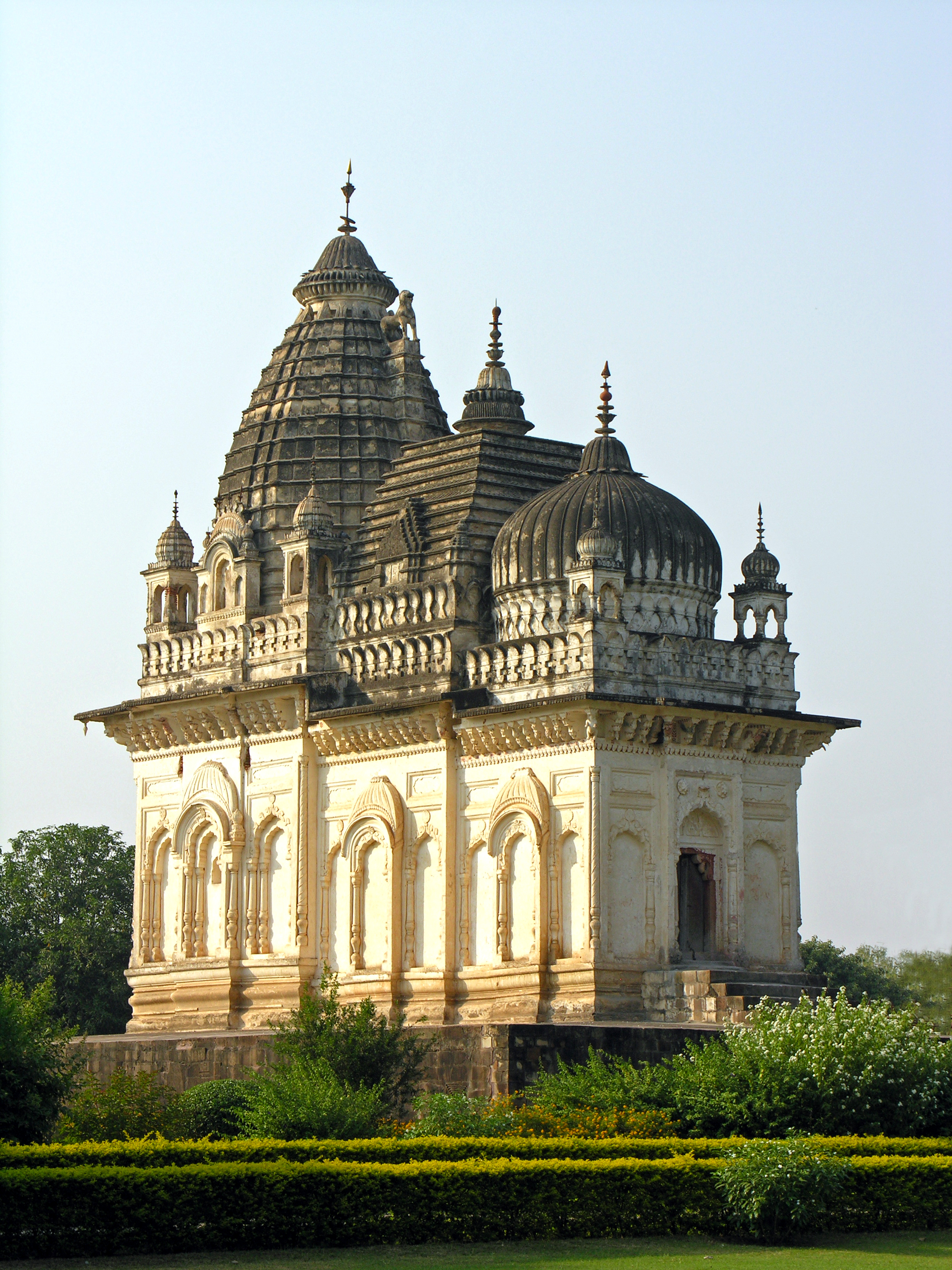
Templo de Pratapeshvara, Khajuraho
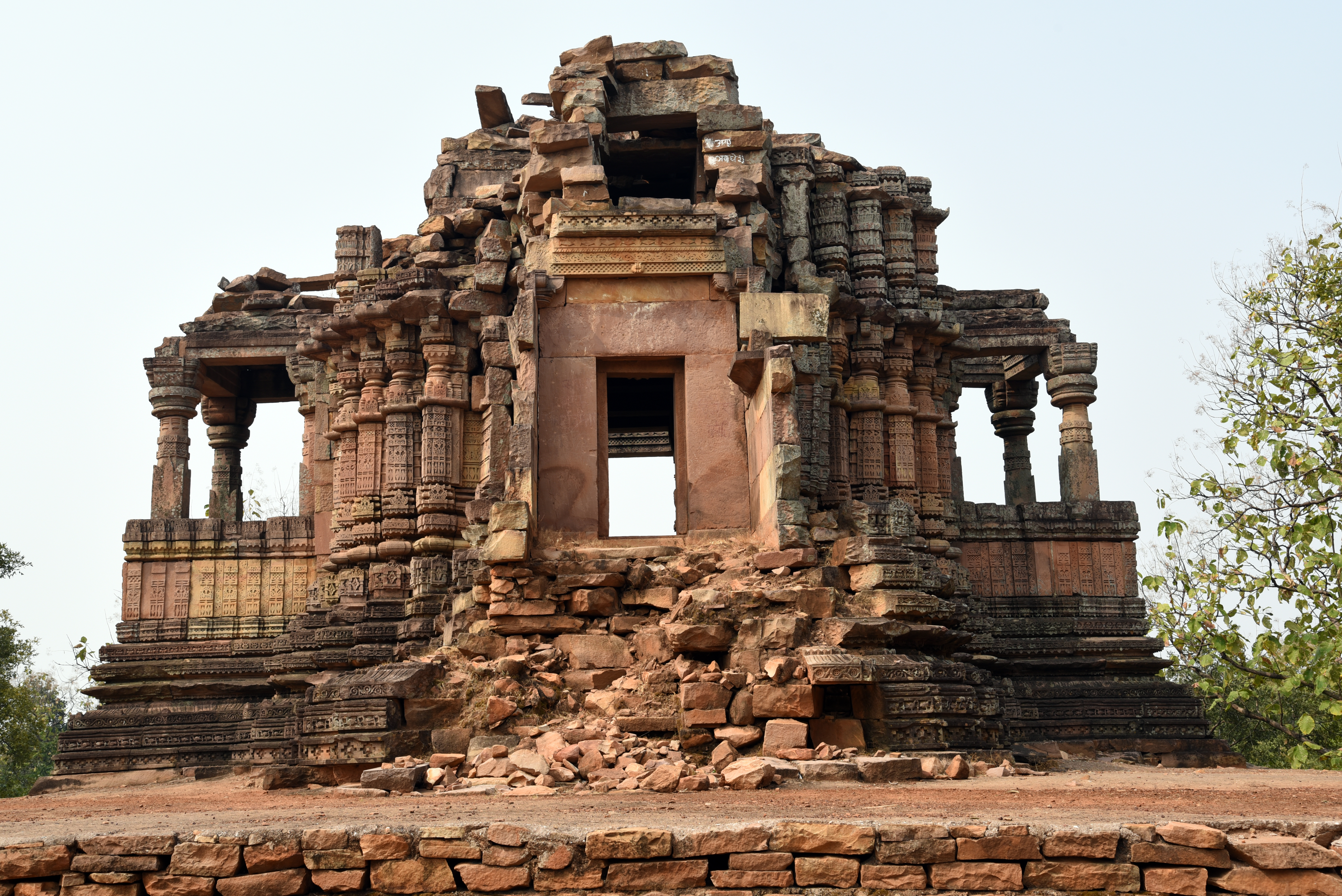
Templo de Ajaigarh
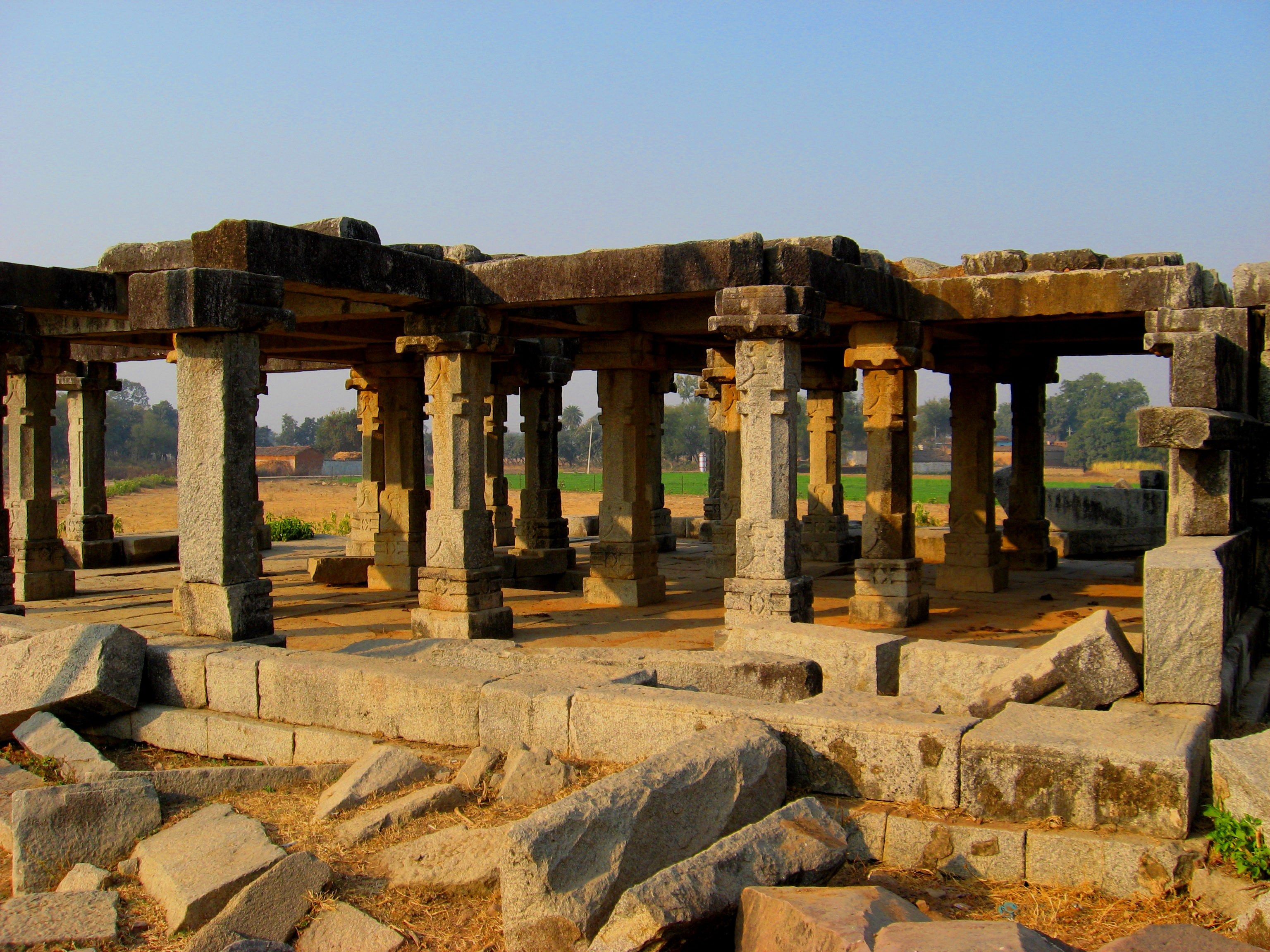
Una mandapa yajna en Kulpahar

Otros sitios más pequeños que conservan restos de los chandelas son Chandpur, Deogarh, Dudahi, Kakadeo y Madanpur.

Esculturas chandelas
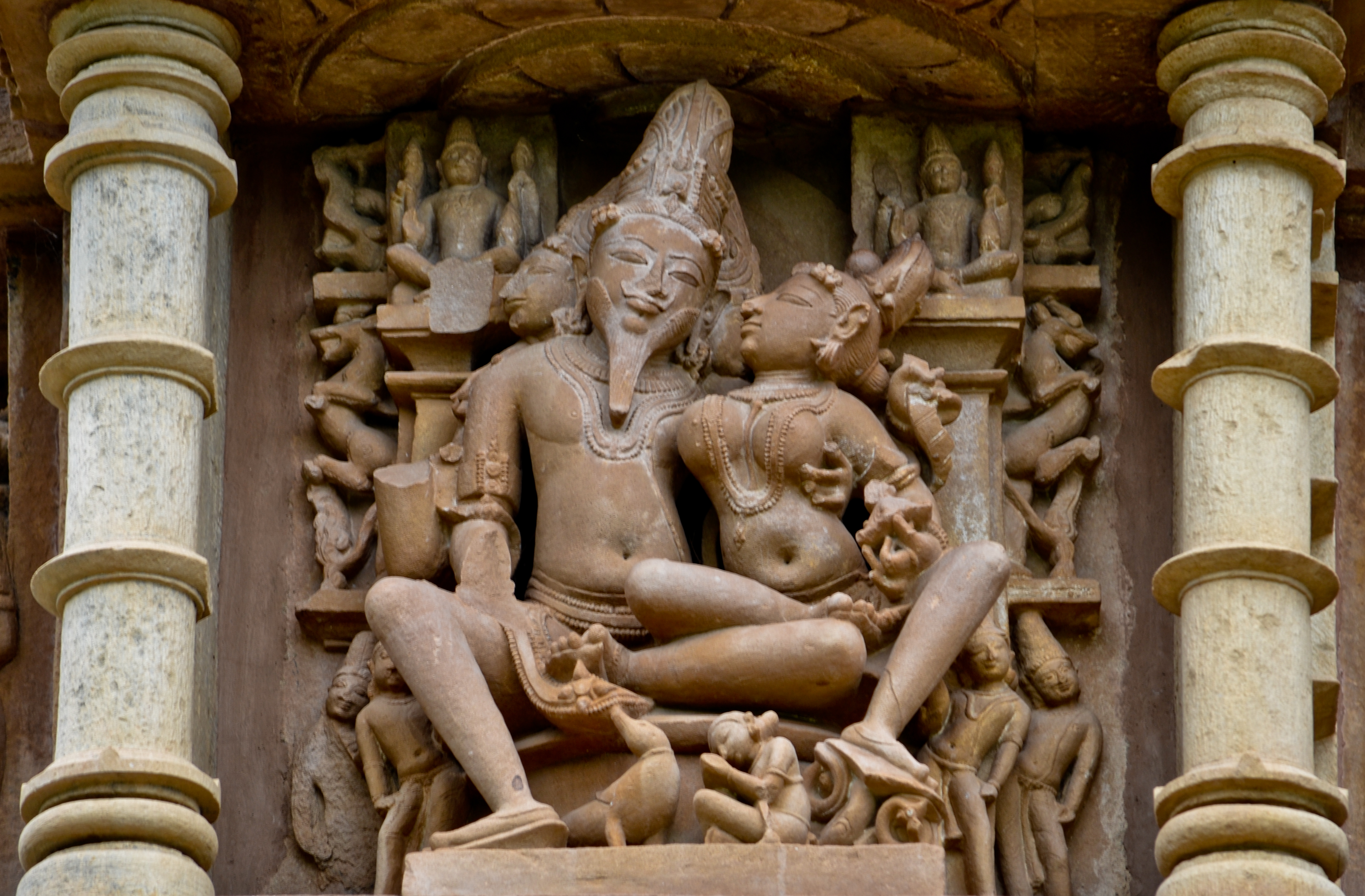
Brahma y su consorte, Khajuraho
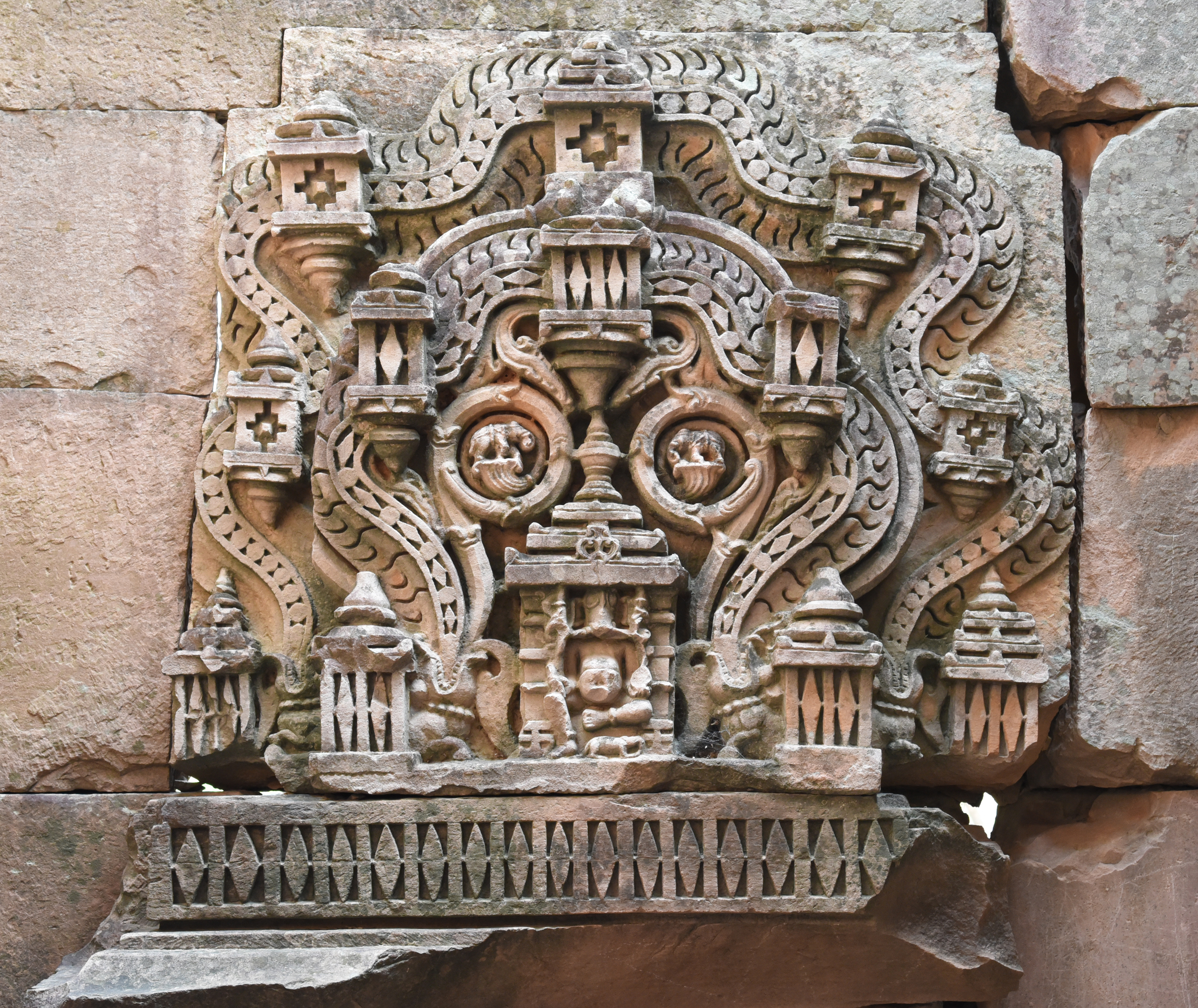
Talla de piedra, Ajaigarh
Jain tirthankaras y Sarasvati, Ajaigarh
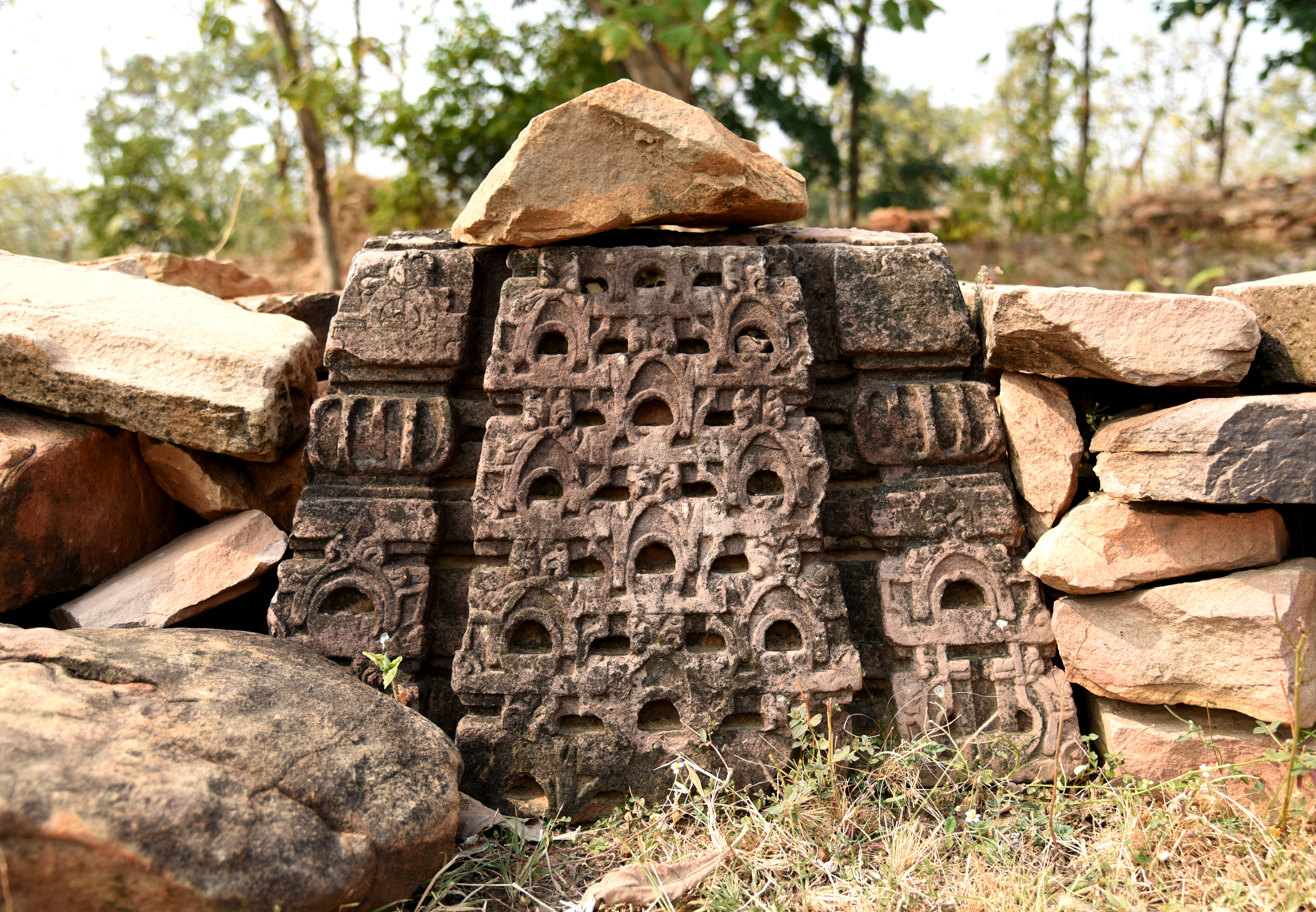
Cielos , Ajaigarh
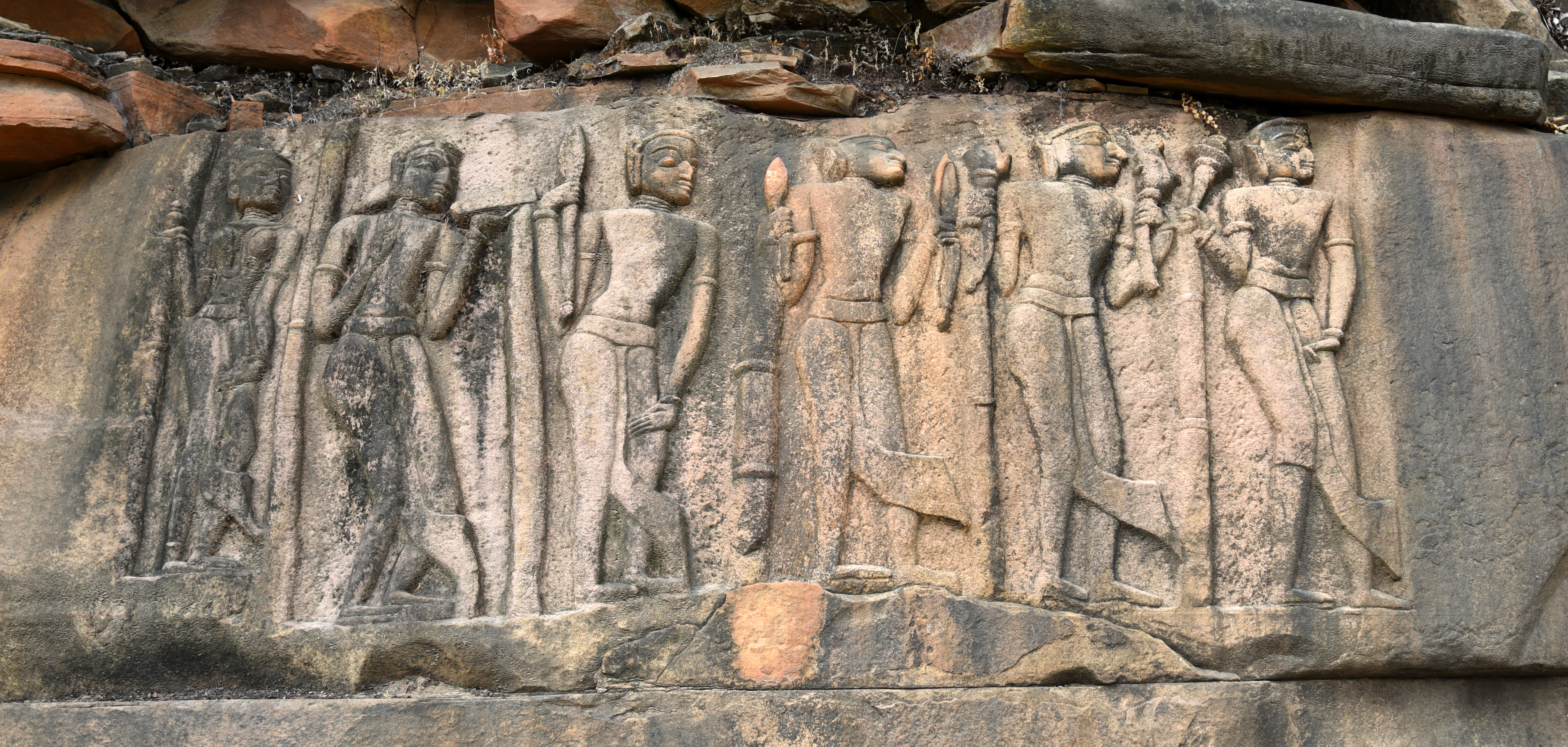
Ahramanas jain, Ajaigarh
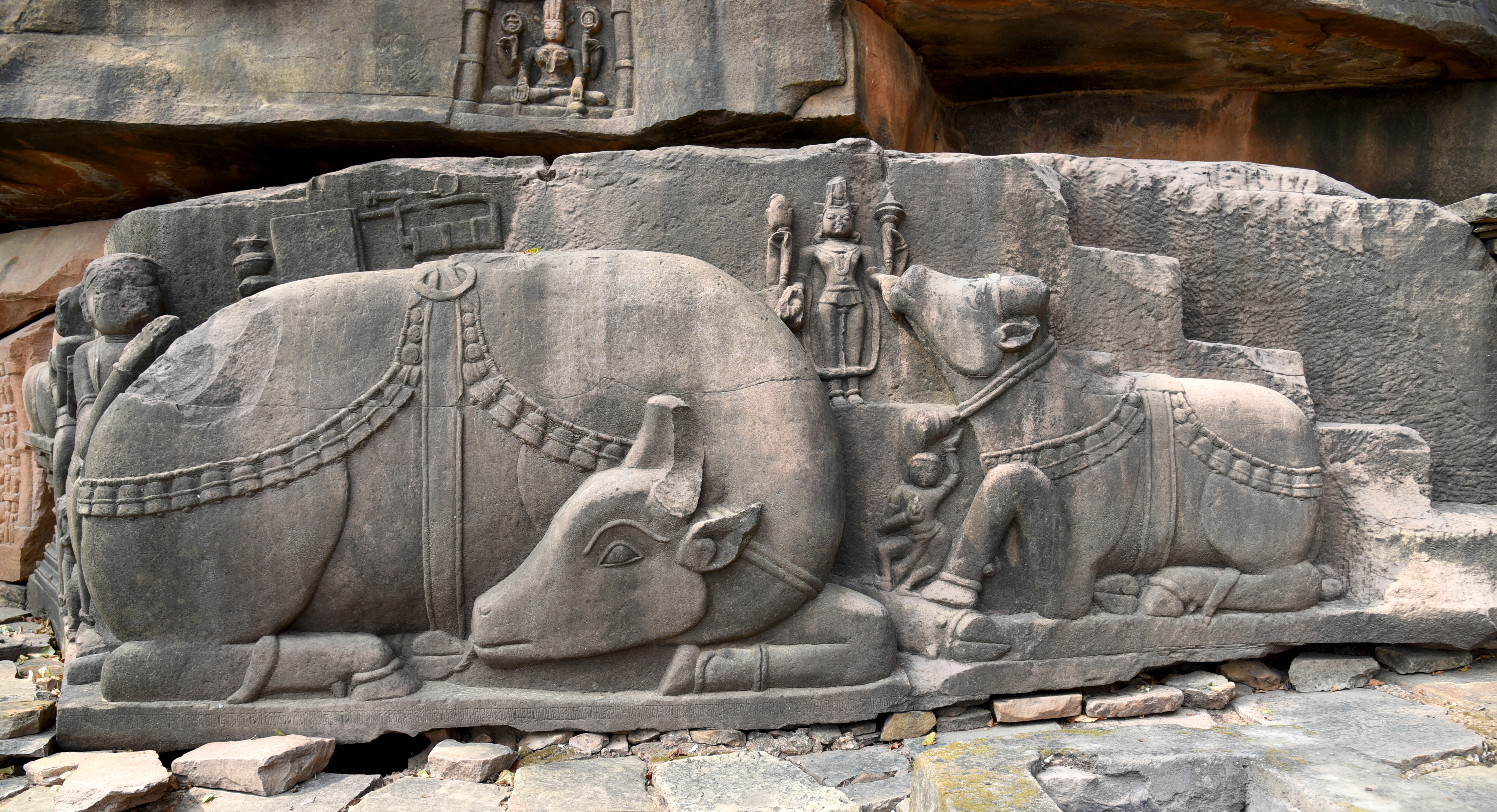
Ganado con signo de tesoro, Ajaigarh
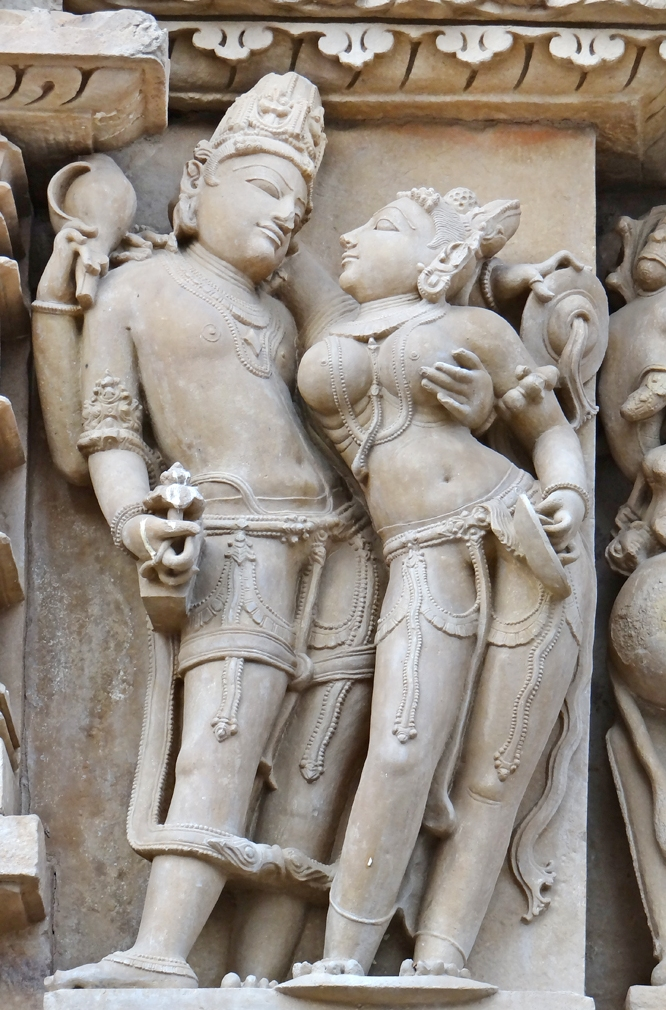
Pareja amorosa, Khajuraho
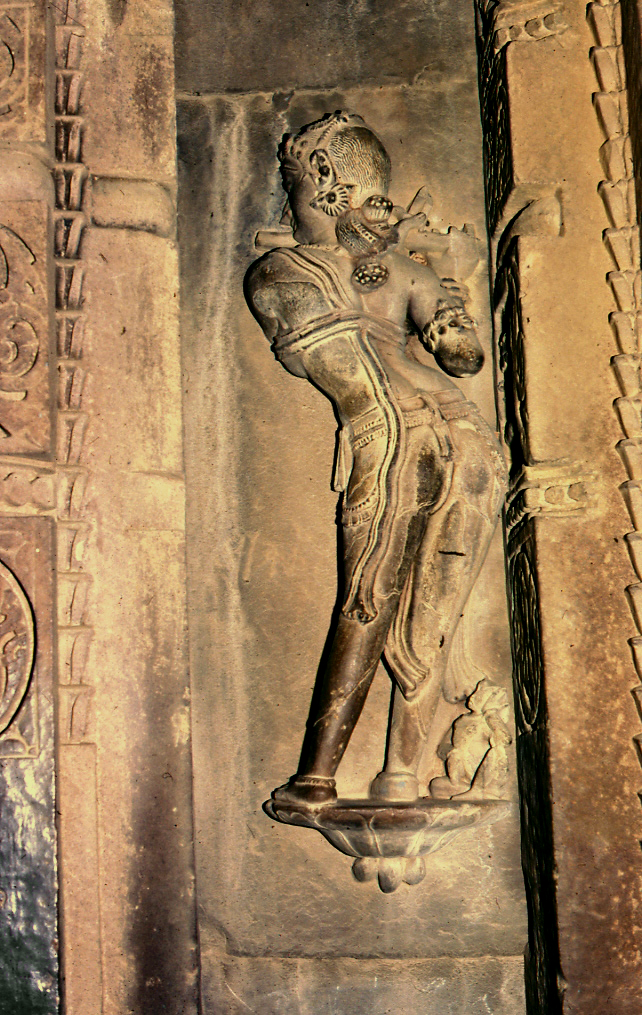
Surasundari Apsara, Khajuraho
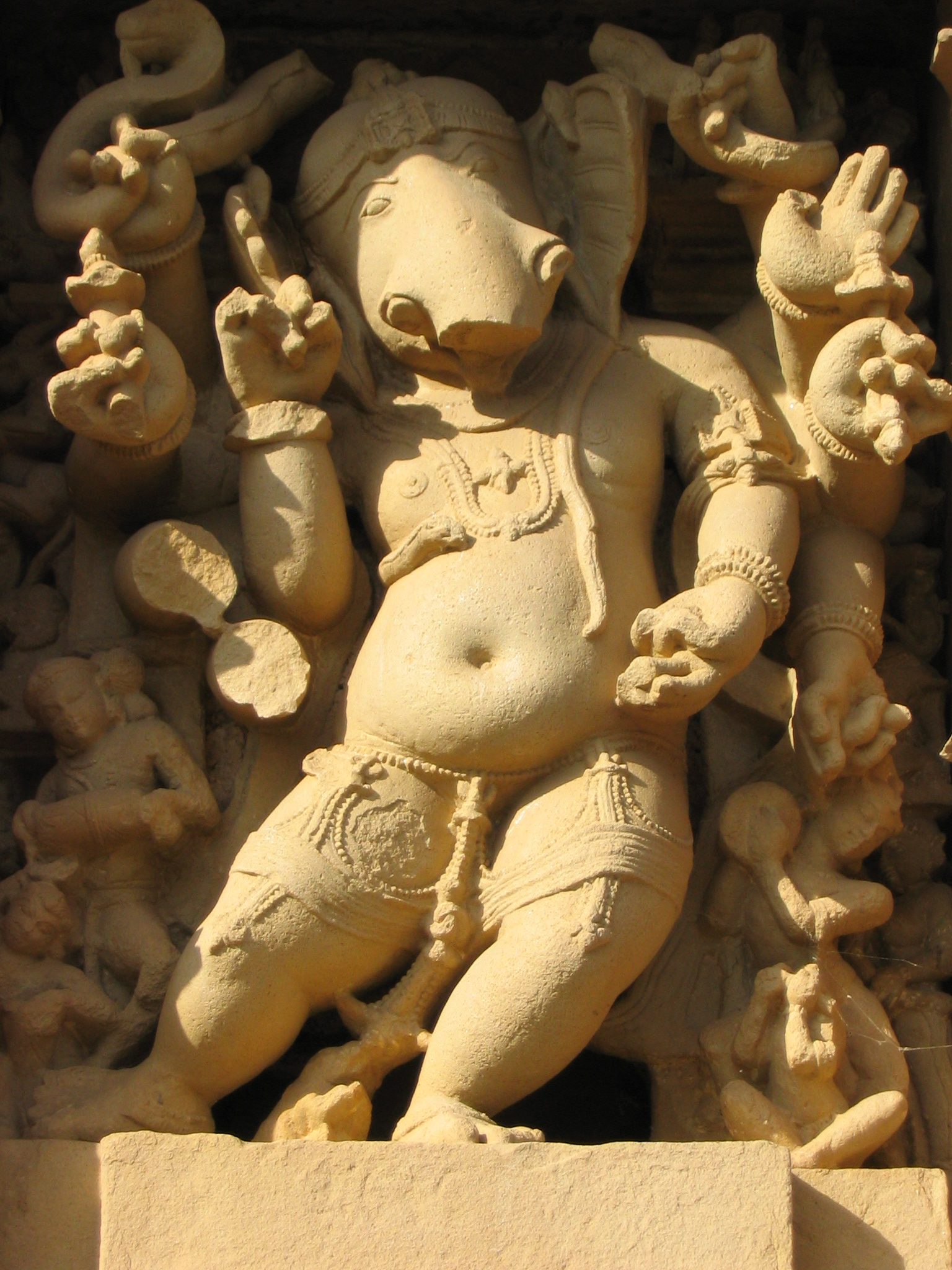
Ganesha danzante, Khajuraho
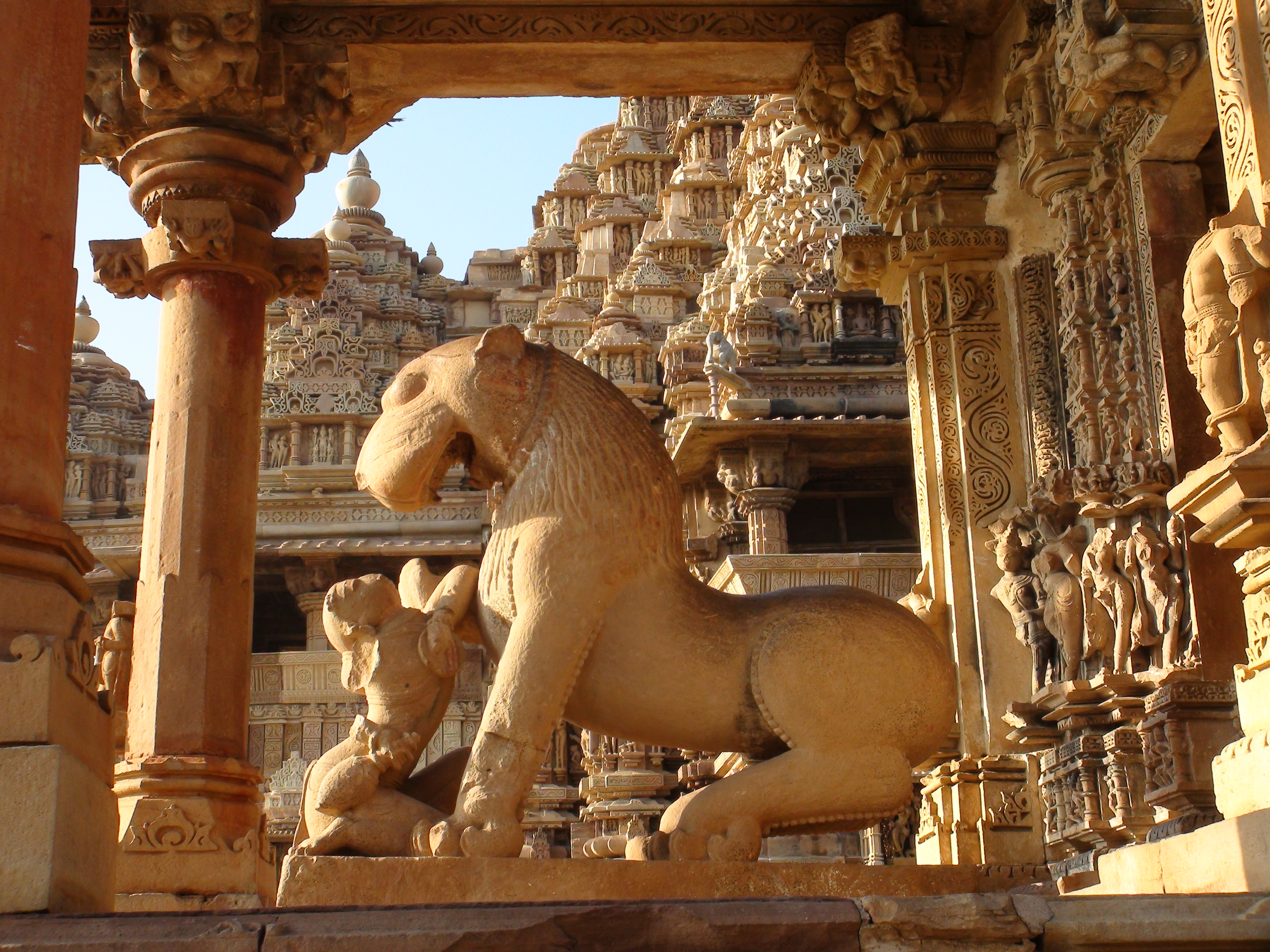
Surasundari y vyala, Khajuraho
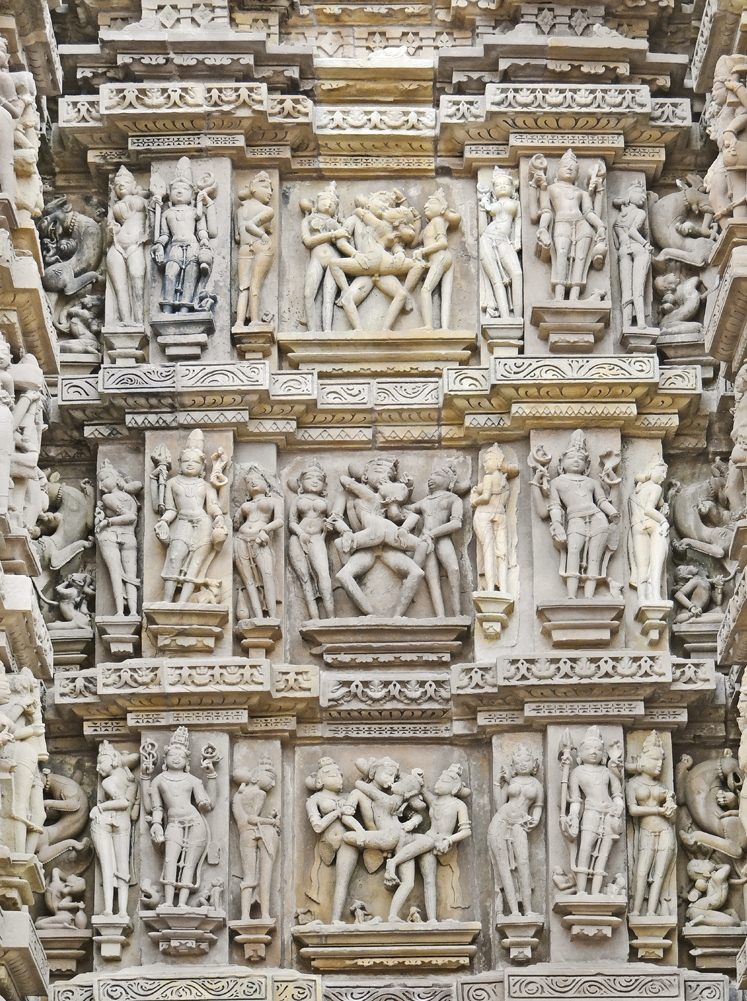
Tallas del templo de Kandariya Mahadeva
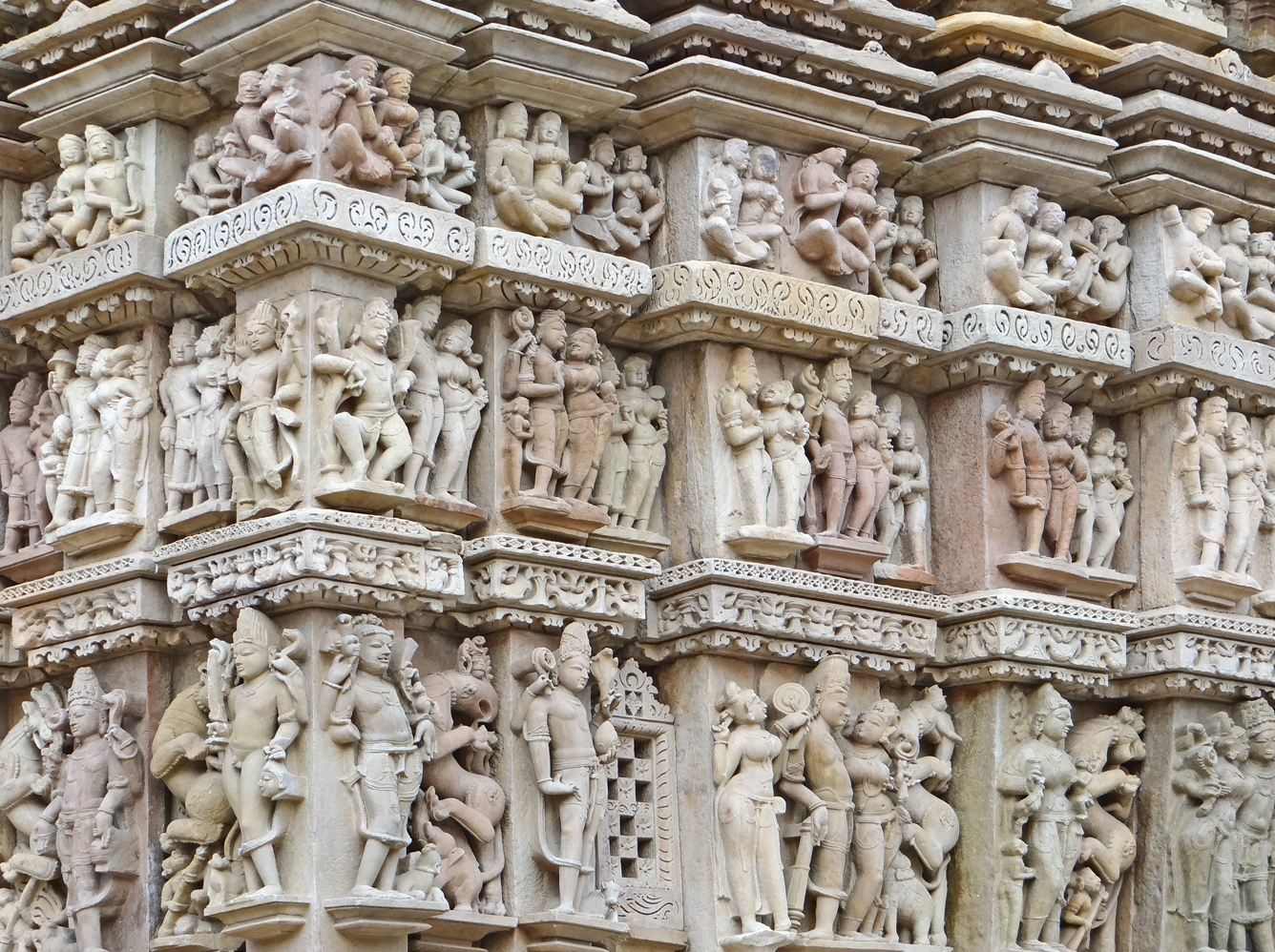
Tallas del templo de Parshvanatha
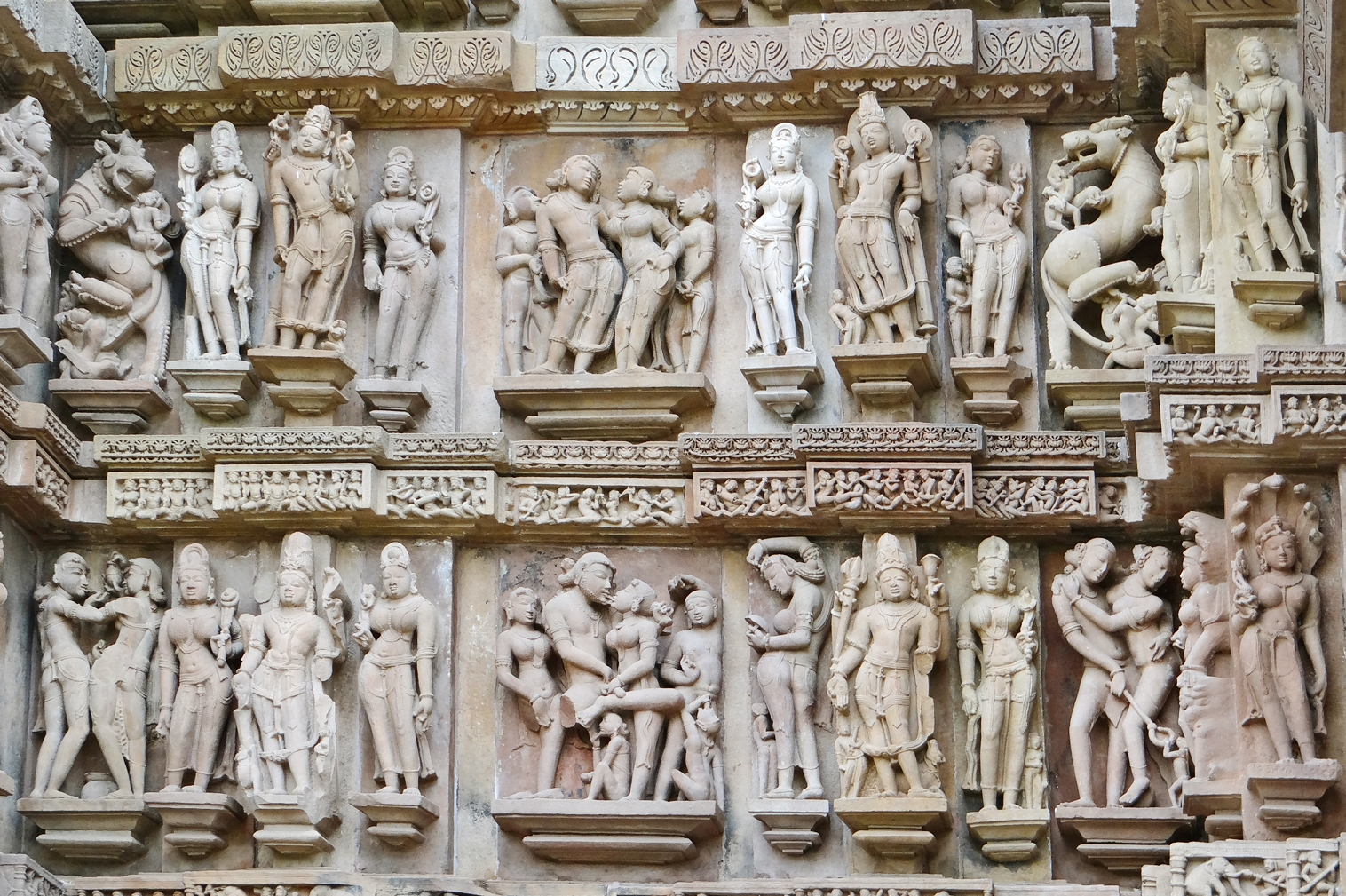
Tallas del templo de Lakshmana

## Lista de gobernantes
Basándose en los registros epigráficos, los historiadores han confeccionado la siguiente lista de los gobernantes de los chandelas de Jejākabhukti (nombres IAST entre paréntesis):
- c. 831-845: Nannuka
- c. 845-865: Vakpati (Vākpati)
- c. 865-885: Jayashakti (Jayaśakti) and Vijayashakti (Vijayaśakti)
- c. 885-905: Rahila (Rāhila)
- c. 905-925: Shri Harsha (Śri Harśa)
- c. 925-950: Yasho-Varman (Yaśovarman)
- c. 950-999: Dhanga-Deva (Dhaṅgadeva)
- c. 999-1002: Ganda-Deva (Gaṇḍadeva)
- c. 1003-1035: Vidyadhara (Vidyādhara)
- c. 1035-1050: Vijaya-Pala (Vijayapāla)
- c. 1050-1060: Deva-Varman
- c. 1060-1100: Kirtti-Varman (Kīrtivarman)
- c. 1100-1110: Sallakshana-Varman (Sallakṣaṇavarman)
- c. 1110-1120: Jaya-Varman
- c. 1120-1128: Prithvi-Varman (Pṛthvīvarman)
- c. 1128-1165: Madana-Varman,
- c. 1164-1165: Yasho-Varman II; no gobernó o lo hizo durante un tiempo muy corto.
- c. 1165-1203: Paramardi-Deva
- c. 1203-1245: Trailokya-Varman
- c. 1245-1285: Vira-Varman (Vīravarman)
- c. 1285-1288: Bhoja-Varman
- c. 1288-1311: Hammira-Varman (Hammīravarman)
- Vira-Varman II (un gobernante oscura con títulos menores, atestiguado por una única inscripción de 1315)[6]